# Laying My Burdens Down
Laying My Burdens Down è l'undicesimo album in studio del cantante di musica country statunitense Willie Nelson, pubblicato nel 1970.

## Tracce
Tutte le tracce sono di Willie Nelson, eccetto dove indicato.

1. Laying My Burdens Down
2. How Long Have You Been There (Dee Moeller)
3. Senses (Glen Campbell, Jeannie Seely)
4. I Don't Feel Anything
5. I've Seen That Look on Me (A Thousand Times) (Harlan Howard, Shirl Milete)
6. Where Do You Stand?
7. Minstrel Man (Stan Haas, Edger Ruger)
8. Happiness Lives Next Door
9. When We Live Again
10. Following Me Around